# Listă de zei romani
Aceasta este o listă de zei romani, cu o descriere scurtă a fiecăruia.
Majoritatea zeilor romani au vârsta Romei Antice, când romanii au preluat, cu nume schimbat, zeii din mitologia greacă. La fel ca grecii, romanii împart zeii în categoria zeilor principali (zeii mari) și categoria zeilor mai puțin însemnați (zeii mici).

## Zeii principali (mari)
- Aesculapius, Zeul medicilor (al tămăduirii)
- Apollo, zeu al prezicerilor (Orakel), artelor, muzicii, hranei, medicinei și mânuirea arcului, fratele geamăn al Dianei, poate fi recunoscut după Harfa pe care o poartă
- Bacchus, zeul vinului
- Bona Dea, zeița fertilității, tămăduirii, fecioarelor și femeilor
- Ceres, zeița agriculturii, plante de cultură, ca și a căsătoriei și a morții
- Diana, zeița lunii, mai târziu a vânătorii
- Hercules, acceptat in Olymp ca erou
- Ianus, zeul cu două fețe, al începutului și al sfârșitului, a porților și ușilor de intrare și ieșire
- Jupiter, zeul fulgerului și al tunetului, tatăl zeilor
- Iunona, zeița nașterilor, căsătoriei, protectoarea Romei și soția lui Jupiter,simbolizata printr-un porumbel.
- Mars, zeul războiului, fiind pe locul doi pe lista zeilor romani
- Mercurius, zeul negustorilor, hoților, solul (mesagerul) zeilor
- Minerva, zeița meșteșugarilor, breslelor, poeților și învățătorilor.
- Neptunus, zeul mărilor
- Pluto, zeul infernului
- Proserpina, zeița fertilității
- Quirinus, zeul izvoarelor
- Saturnus, zeul agriculturii
- Tellus, zeița pământului
- Uranus, zeul cerului
- Venus, zeița vegetației, primăverii, mai târziu a dragostei și frumuseții, fiind reprezentată ca lebădă sau iepure.
- Vesta, zeița protectoare a focului din cămin si a căminului
- Vulcanus, zeul focului

## Zeii secundari (mici)
- Annia Perenna
- Cardea; Zeița balamalelor ușilor
- Carmenta
- Carna
- Clementia
- Consus
- Dea Dia
- Febris; Zeița febrelor
- Feronia
- Flora
- Fons
- Furrina
- Luna - zeiță a Lunii
- Ops
- Pales
- Pomona
- Portunus
- Robigus
- Silvanus
- Sol-zeu al Soarelui
- Trivia - zeița magiei
- Veiovis
- Vertumnus
- Volturnus

## Spirite (duhuri)
- Laren
- Penaten
- Manen
- Lemuren(römische mythologie)

## Personificări
- Aeternitas eternitate
- Antevorte viitor
- Clementia mila
- Concordia harmonia
- Dea Tacita moartea sau "zeița tăcerii"
- Discordia discordia, dezbinarea
- Fama putere, influență
- Felicitas noroc
- Fides fidelitate
- Fortuna noroc și soartă
- Honos onoare
- Iustitia dreptate
- Libertas libertate
- Pax pace
- Pudicitia pudicitate, rușinea
- Roma personificarea orașului Roma
- Spes speranța
- Virtus curajul
- Victoria victoria

## Zei străini
- Cupidon
- Isis
- Nyx
- Seth
- Serapis